# رينو روسيل
رينو روسيل (بالفرنسية: Renaud Roussel)‏ هو عارض وممثل فرنسي، ولد في 11 مارس 1973.

## وصلات خارجية
- رينو روسيل على موقع IMDb (الإنجليزية)
- رينو روسيل على موقع ألو سيني (الفرنسية)
- رينو روسيل على موقع قاعدة بيانات الفيلم (الإنجليزية)
- رينو روسيل على موقع كينوبويسك (الروسية)